# Immunmodulation
Als Immunmodulation wird die Veränderung des körpereigenen Abwehrsystems (des Immunsystems) durch pharmakologisch wirksame Stoffe bezeichnet.
Dieses Verfahren wird u. a. eingesetzt, um das Immunsystem zu dämpfen (Immunsuppression). Die Anwendung erfolgt etwa nach einer Organtransplantation zur Vermeidung einer Abstoßungsreaktion und für die Behandlung einer Autoimmunerkrankung wie Schuppenflechte oder einer entzündlich-rheumatischen Erkrankung, bei denen das Immunsystem körpereigene Zellen angreift. Ein weiterer Anwendungsbereich immunmodulatorischer Therapien ist die Immunstimulation. Hierbei wird die natürliche, körpereigene Immunreaktion gezielt medikamentös gestärkt. Diese Therapie findet beispielsweise bei der Behandlung schwerer Infektionskrankheiten Verwendung.

## Endogene Immunmodulation
Zu den körpereigenen Immunmodulatoren gehören zahlreiche Stoffe, wie beispielsweise Interleukine (IL), Interferone (IFN),  Tumornekrosefaktoren (TNF), Transforming growth factor-ß (TGF-ß), Koloniestimulierende Faktoren (CSF), Immunglobuline und Endocannabinoide.
Viele dieser Zytokine werden auch therapeutisch als Arzneimittel genutzt, z. B. Interleukin-2, Interferone, TNF-α und koloniestimulierende Faktoren. Daneben werden unter anderem Interleukin-12, GM-CSF, ICOS bezüglich einer Anwendung am Menschen untersucht.

## Exogene Immunmodulation
Weiterhin werden von einigen Pathogenen im Zuge einer Immunevasion verschiedene, meistens die Immunreaktion hemmende Varianten von Zytokinen (z. B. Virokine), Chemokine, und Chemokin- und anderen Rezeptoren gebildet, die teilweise auch neue Funktionen aufweisen.
Körperfremde Immunmodulatoren sind z. B. Extrakte aus Echinacea purpurea oder Echinacea pallida, Medizinalhanf, Inosiplex, Levamisol, Cladribin, Glatirameracetat, Thalidomid, Lenalidomid,  Pomalidomid, Apremilast, Imiquimod, Resiquimod, Checkpoint-Inhibitoren und CpG-Motive.

## Anwendungen
Anwendungen sind in der Krebsimmuntherapie, bei Impfstoffen, Allergie, Transplantation und Autoimmunerkrankungen.

## Impfempfehlungen unter Immunsuppression
Die therapeutische Unterdrückung des Immunsystems macht Patienten für opportunistische Erreger anfällig, wie etwa Influenza-Viren, Pneumokokken oder Meningokokken. In der Folge leiden immunsupprimierte Personen häufiger an Infektionskrankheiten, die zusätzlich im Durchschnitt schwerer verlaufen als bei der Allgemeinbevölkerung. Deshalb empfiehlt die Ständige Impfkommission (STIKO) am Robert Koch-Institut (RKI) der Risikogruppe aller immunsupprimierten Patienten einen weitreichenden und aktuellen Impfschutz aufrechtzuerhalten. Gemeinsam mit einigen medizinischen Fachgesellschaften hat die STIKO Anwendungshinweise zu Indikationsimpfungen für Personen unter Immunsuppression erarbeitet. Geimpfte Patienten haben neben einer verringerten Infektions- und Komplikationswahrscheinlichkeit auch ein geringeres Risiko für infektionsgetriggerte Schübe der Grunderkrankung.
Totimpfstoffe, zum Beispiel gegen Meningokokken der Gruppen ACWY und B oder Pneumokokken gelten prinzipiell als sicher für immunsupprimierte Personen. Lebendimpfstoffe, etwa gegen Mumps, Masern und Röteln, bedürfen einer ärztlichen Einzelfallentscheidung. Für keinen derzeit in Deutschland zugelassenen Tot- oder Lebendimpfstoffe existieren Studien, die einen ursächlichen Zusammenhang zwischen einer Impfung und einer neu aufgetretenen Autoimmunkrankheit oder einem Schub einer solchen bereits bestehenden Erkrankung belegen.